# Euphyia uniformis
Euphyia uniformis är en fjärilsart som beskrevs av Kautz 1922. Euphyia uniformis ingår i släktet Euphyia och familjen mätare. Inga underarter finns listade i Catalogue of Life.